# Busfahrer (Magazin)
Busfahrer (Eigenschreibweise BUSFahrer) war eine Special-Interest- und Fachzeitschrift für Busfahrer und Businteressierte. Sie erschien vierteljährlich seit 2004, laut eigenen Angaben im Jahr 2022 in einer Druckauflage von 15.000. Das Magazin erschien im Verlag Heinrich Vogel, einem Imprint der Springer Fachmedien München. Das Magazin wurde 2023 eingestellt.